# Olbia Calcio 1986-1987
Questa pagina raccoglie le informazioni riguardanti l'Olbia Calcio nelle competizioni ufficiali della stagione 1986-1987.

## Rosa
| N. |                   | Ruolo | Calciatore                 |
| -- | ----------------- | ----- | -------------------------- |
|    | Italia (bandiera) | A     | Riccardo Bulgarani         |
|    | Italia (bandiera) | D     | Giorgio Carrera            |
|    | Italia (bandiera) | C     | Sebastiano Casu            |
|    | Italia (bandiera) | D     | Maurizio Cavazzini         |
|    | Italia (bandiera) | D     | Francesco Paolo Costantino |
|    | Italia (bandiera) | C     | Raffaele De Falco          |
|    | Italia (bandiera) | A     | Francesco Libro            |
|    | Italia (bandiera) | D     | Massimo Mariani            |
|    | Italia (bandiera) | C     | Damiano Morra (II)         |
|    | Italia (bandiera) | A     | Salvatore Orofino          |

| N. |                   | Ruolo | Calciatore         |
| -- | ----------------- | ----- | ------------------ |
|    | Italia (bandiera) | C     | Roberto Pavani     |
|    | Italia (bandiera) | D     | Rosario Pergolizzi |
|    | Italia (bandiera) | P     | Giampaolo Pinna    |
|    | Italia (bandiera) | P     | Marco Sapochetti   |
|    | Italia (bandiera) | C     | Paolo Scalzi       |
|    | Italia (bandiera) | D     | Fulvio Simonelli   |
|    | Italia (bandiera) | C     | Mariano Sotgia     |
|    | Italia (bandiera) | C     | Salvatore Spano    |
|    | Italia (bandiera) | C     | Domenico Uscidda   |

## Risultati

### Campionato

#### Girone di andata
| 21 settembre 1986 1ª giornata | Olbia | 2 – 0 | Sanremese |  |

| 28 settembre 1986 2ª giornata | Pro Vercelli | 1 – 1 | Olbia |  |

| 5 ottobre 1986 3ª giornata | Olbia | 1 – 1 | Pistoiese |  |

| 12 ottobre 1986 4ª giornata | Olbia | 1 – 0 | Sorso |  |

| 19 ottobre 1986 5ª giornata | Derthona | 4 – 0 | Olbia |  |

| 26 ottobre 1986 6ª giornata | Olbia | 1 – 0 | Casale |  |

| 2 novembre 1986 7ª giornata | Entella Bacezza | 0 – 0 | Olbia |  |

| 9 novembre 1986 8ª giornata | Olbia | 0 – 1 | Cuoiopelli |  |

| 16 novembre 1986 9ª giornata | Novara | 1 – 0 | Olbia |  |

| 23 novembre 1986 10ª giornata | Asti TSC | 1 – 2 | Olbia |  |

| 30 novembre 1986 11ª giornata | Olbia | 1 – 0 | Carbonia |  |

| 7 dicembre 1986 12ª giornata | Torres | 0 – 0 | Olbia |  |

| 14 dicembre 1986 13ª giornata | Olbia | 2 – 0 | Pontedera |  |

| 21 dicembre 1986 14ª giornata | Civitavecchia | 1 – 1 | Olbia |  |

| 4 gennaio 1987 15ª giornata | Olbia | 0 – 0 | Montevarchi |  |

| 11 gennaio 1986 16ª giornata | Alessandria | 2 – 0 | Olbia |  |

| 18 gennaio 1987 17ª giornata | Olbia | 2 – 1 | Massese |  |

#### Girone di ritorno
| 25 gennaio 1987 18ª giornata | Sanremese | 1 – 0 | Olbia |  |

| 1º febbraio 1987 19ª giornata | Olbia | 2 – 2 | Pro Vercelli |  |

| 8 febbraio 1987 20ª giornata | Pistoiese | 0 – 0 | Olbia |  |

| 15 febbraio 1987 21ª giornata | Sorso | 0 – 1 | Olbia |  |

| 22 febbraio 1987 22ª giornata | Olbia | 1 – 2 | Derthona |  |

| 1º marzo 1987 23ª giornata | Casale | 1 – 0 | Olbia |  |

| 8 marzo 1987 24ª giornata | Olbia | 1 – 1 | Entella Bacezza |  |

| 15 marzo 1987 25ª giornata | Cuoiopelli | 1 – 1 | Olbia |  |

| 29 marzo 1987 26ª giornata | Olbia | 0 – 0 | Novara |  |

| 5 aprile 1987 27ª giornata | Olbia | 2 – 2 | Asti TSC |  |

| 18 aprile 1987 28ª giornata | Carbonia | 2 – 1 | Olbia |  |

| 26 aprile 1987 29ª giornata | Olbia | 1 – 2 | Torres |  |

| 3 maggio 1987 30ª giornata | Pontedera | 0 – 1 | Olbia |  |

| 17 maggio 1987 31ª giornata | Olbia | 1 – 1 | Civitavecchia |  |

| 24 maggio 1987 32ª giornata | Montevarchi | 3 – 0 | Olbia |  |

| 31 maggio 1987 33ª giornata | Olbia | 1 – 0 | Alessandria |  |

| 7 giugno 1987 34ª giornata | Massese | 0 – 0 | Olbia |  |